# Старый музей
Старый музей (нем. Altes Museum) — художественный музей в Берлине, район Митте, первое из зданий Музейного комплекса на «Острове Музеев» (Museumsinsel). До 1845 года назывался Королевской картинной галереей. Здание музея создано в 1823—1830 годах по плану прусского короля Фридриха Вильгельма III и по проекту архитектора Карла Фридриха Шинкеля в стиле «прусского эллинизма» для размещения художественной коллекции семьи прусских королей. Выдающийся памятник немецкой неоклассической архитектуры. После реставрации, проведённой в 1966 году в музее расположена коллекция предметов искусства Античного собрания (Antikensammlung) и части собрания монет (Münzkabinett). Является объектом Всемирного наследия ЮНЕСКО.

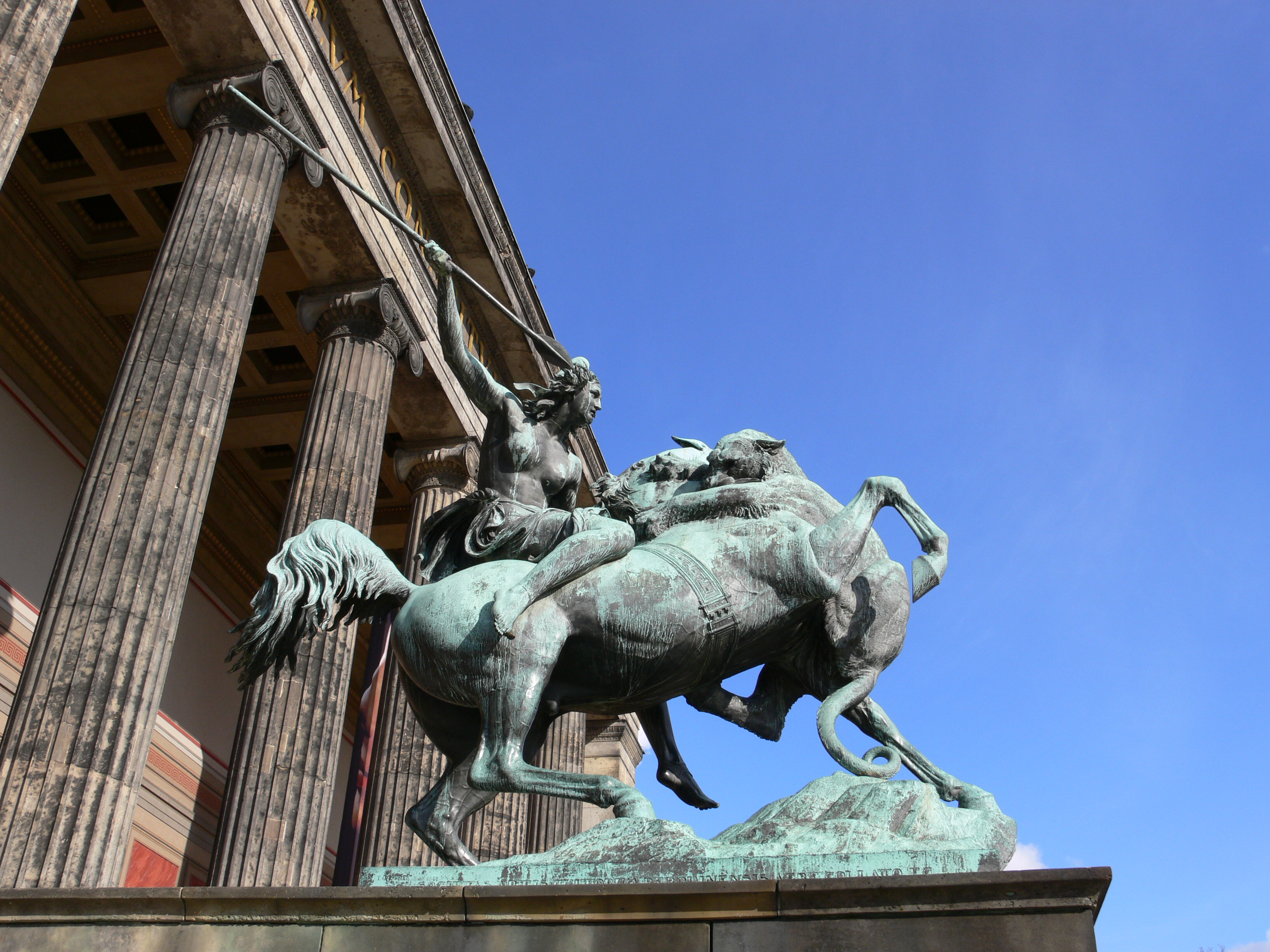
А. Кисс. Сражающаяся амазонка. 1842

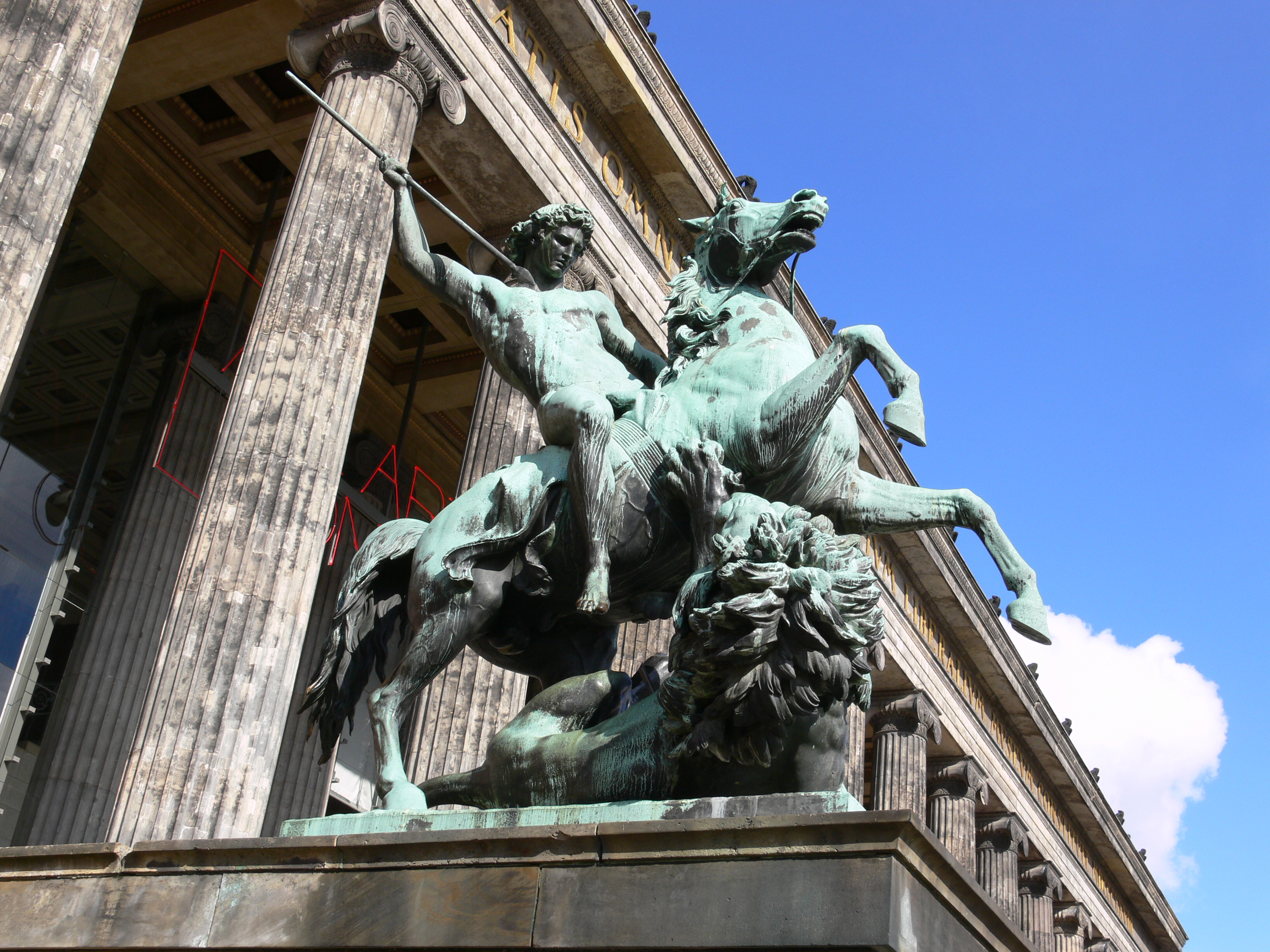
Скульптуры у входа в музей: К. К. А. Вольф. Львоборец. 1861

## История
Начало собранию музея положила коллекция прусского короля Фридриха Вильгельма III. Возвращение похищенных Наполеоном Бонапартом ценностей после его вступления в Берлин в 1806 году стимулировало идею создания большого национального музея. Король Пруссии был решительным сторонником гумбольдтовского идеала образования: искусство должно быть открыто для публики и все граждане государства должны иметь доступ к всестороннему культурному образованию. Назначенная королём комиссия во главе с Вильгельмом фон Гумбольдтом, ответственная за концепцию нового музея, решила посвятить музей «только высокому искусству». Картины, гравюры и рисунки старых мастеров планировалось расположить на верхнем этаже, а на первом — классическую скульптуру Древней Греции и Древнего Рима. Согласно эстетическим представлениям того времени, понятие классического исключало этнографические, археологические и художественные артефакты из раскопок в странах Передней Азии, Египта, Ближнего Востока. Они по большей части размещались в замке Монбижу.
Разработку архитектурного проекта король поручил архитектору Карлу Фридриху Шинкелю. На планы Шинкеля относительно «Королевского музея» (Königliches Museum), как он вначале назывался, повлияли идеи наследного принца, позднее короля Фридриха Вильгельма IV, который хотел, чтобы Музейный остров имел античный образ, напоминающий афинский Акрополь. Кронпринц прислал Шинкелю карандашный набросок большого зала, украшенного классическим колонным портиком.
По планам Шинкеля музей должен быть включен в ансамбль зданий, окружающих Люстгартен (Berliner Lustgarten): «Сад удовольствий». Городской дворец Гогенцоллернов (Stadtschloss) на юге был символом мирской власти, арсенал (Zeughaus) на западе олицетворял военную мощь, а Берлинский Собор (Berliner Dom) на востоке был воплощением божественной власти. Музей к северу от сада должен был стать символом науки и искусства. Архитектор Шинкель в то время отвечал за перестройку и расширение Собора. Реконструкция «Сада удовольствий» ландшафтным мастером Петером Йозефом Ленне, которая происходила параллельно со строительством Старого музея, во многом основывалась на идеях Шинкеля по созданию целостного ансамбля исторического центра столицы Пруссии.
Ранее архитектор изучал организацию крупных музеев Лондона и Парижа. Первые планы Шинкель разработал в 1822—1823 годах. После этого потребовались сложные работы по созданию фундамента с учётом близости соединительного канала между Купферграбеном и Шпрее. Строительные работы начались только в 1825 году и продолжались до 1828 года. Открытие музея состоялось 3 августа 1830 года (по другому источнику 1 апреля 1830 года).
В 1841 году король Фридрих Вильгельм IV объявил королевским указом, что вся северная часть острова Шпрее (теперь известного как Музейный остров) «превратится в святилище искусства и науки». До 1845 года музей назывался «Королевским». Первоначально в нём размещалось собрание Картинной галереи. В 1845 году, с завершением строительства «Нового музея», Королевский музей был переименован в Старый музей, и это название он носит по сей день.
С завершением в 1855 году Фридрихом Августом Штюлером здания Нового музея (Neues Museum) Музейный остров начал обретать завершённую форму. Затем возникли здание Национальной галереи (ныне Старая национальная галерея) Иоганна Генриха Штрака (1869—1876), Музей кайзера Фридриха (ныне Музей Боде) Эрнста фон Ине по планам Штюлера (1904) и Пергамский музей по проекту Альфреда Месселя и Людвига Хофмана (1910—1930). Таким образом, Музейный остров превратился в храм классического искусства под небом столицы Германии.
Коллекция со временем пополнялась. На протяжении XIX—XX веков в музей передавали материалы из археологических экспедиций, проводимых немецкими учёными в Греции и на Ближнем Востоке. Первым директором с 1830 по 1864 год и автором каталога собрания был выдающийся немецкий историк искусства, один из создателей экспозиции музея, Густав Фридрих Вааген.
В период национал-социализма Старый музей служил фоном для пропагандистских мероприятий как в самом музее, так и в Люстгартене, который был преобразован в военный плац. Пострадавший от осколочно-фугасных бомб при авианалётах союзников в 1941 и 1943 годах незадолго до окончания Второй мировой войны музей пострадал ещё сильнее, когда перед зданием взорвалась автоцистерна. Фрески, созданные в 1843 году Петером фон Корнелиусом по проекту Шинкеля, украшавшие вестибюль и верхний лестничный этаж, были утрачены. Сохранились лишь два эскиза в Берлинской типографии.
Под руководством Генерального директора Берлинских музеев Людвига Юсти здание реставрировали в 1951—1966 годах. Были удалены небольшие остатки фресок выполненных Петером фон Корнелиусом на лестничной площадке, а также на переходе к Новому музею, построенному Фридрихом Августом Штюлером в 1843—1855 годах. Реставрация росписи ротонды по эскизам Шинкеля осуществлена в 1982 году.
Прежняя галерея, соединявшая Старый музей с Новым музеем, не была восстановлена; вместо этого в рамках проекта реконструкции 2015 года были запланированы подземные переходы, соединяющие все музеи Музейного острова.
Со времени моего пребывания здесь фасад музеума раскрасили альфреско, и довольно плохо, нечего сказать. Тут же поставили «Амазонку» Кисса; эта группа очень хороша, особенно лошадь.

## Здание музея

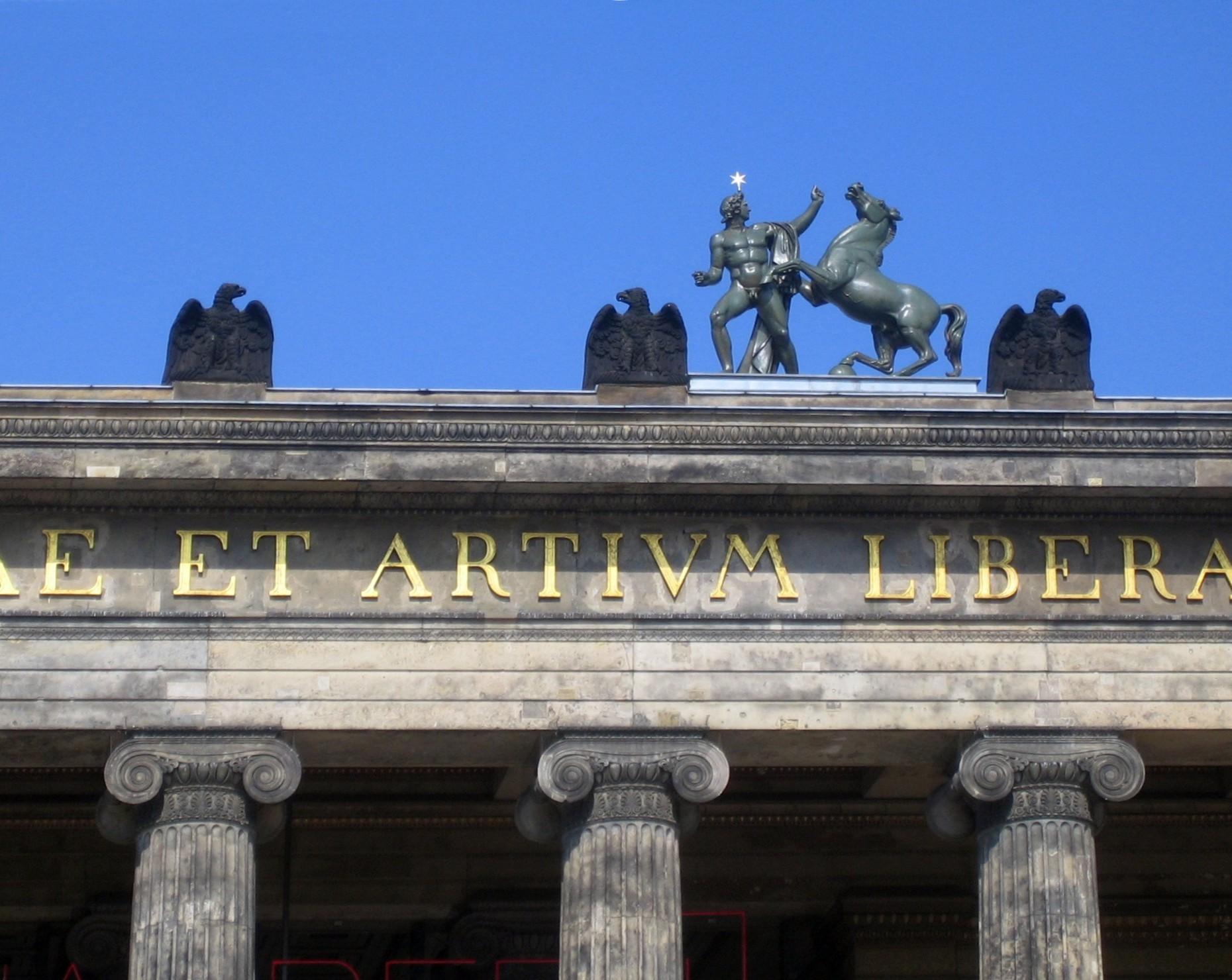
Главный фасад. Деталь
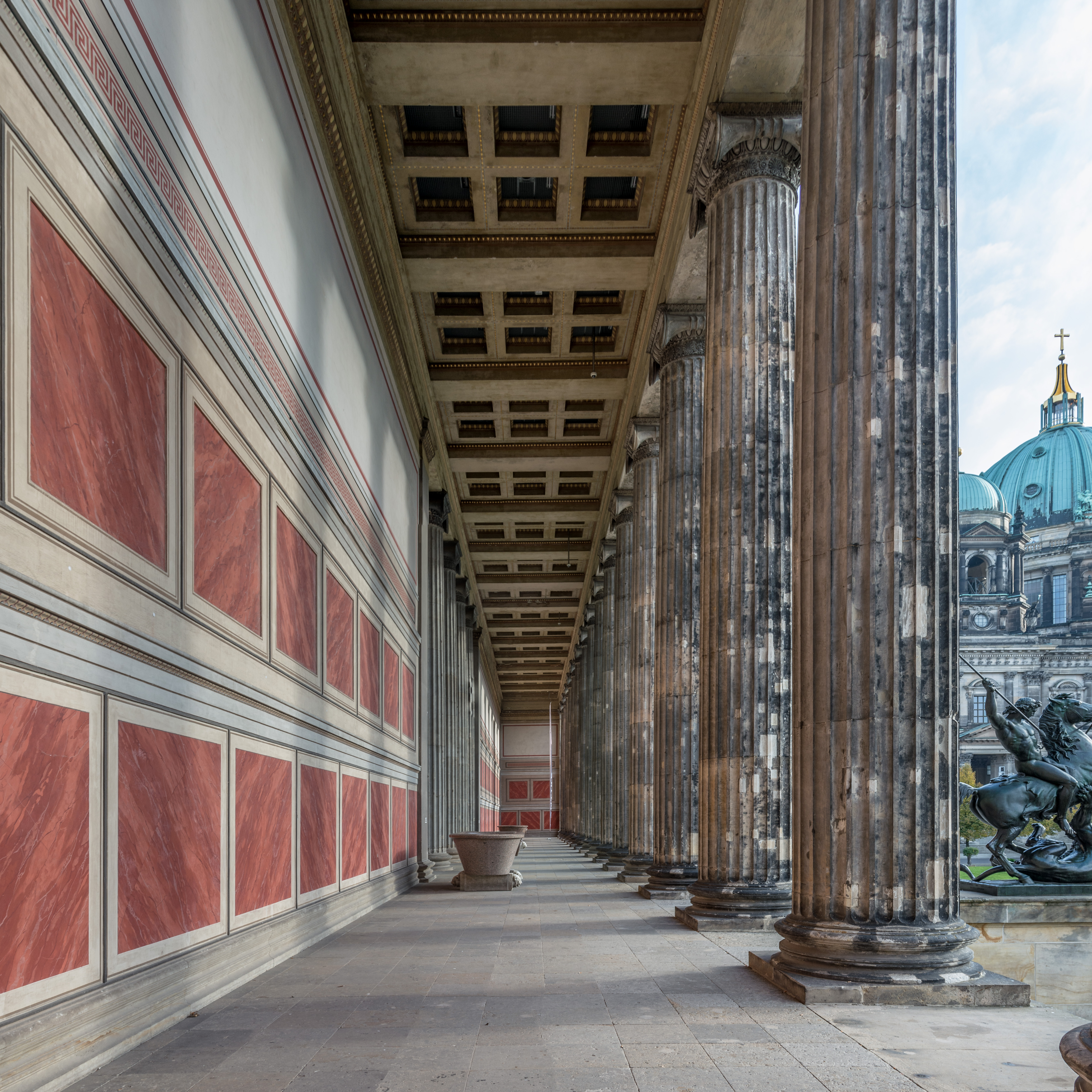
Портик
Лестничная галерея второго этажа
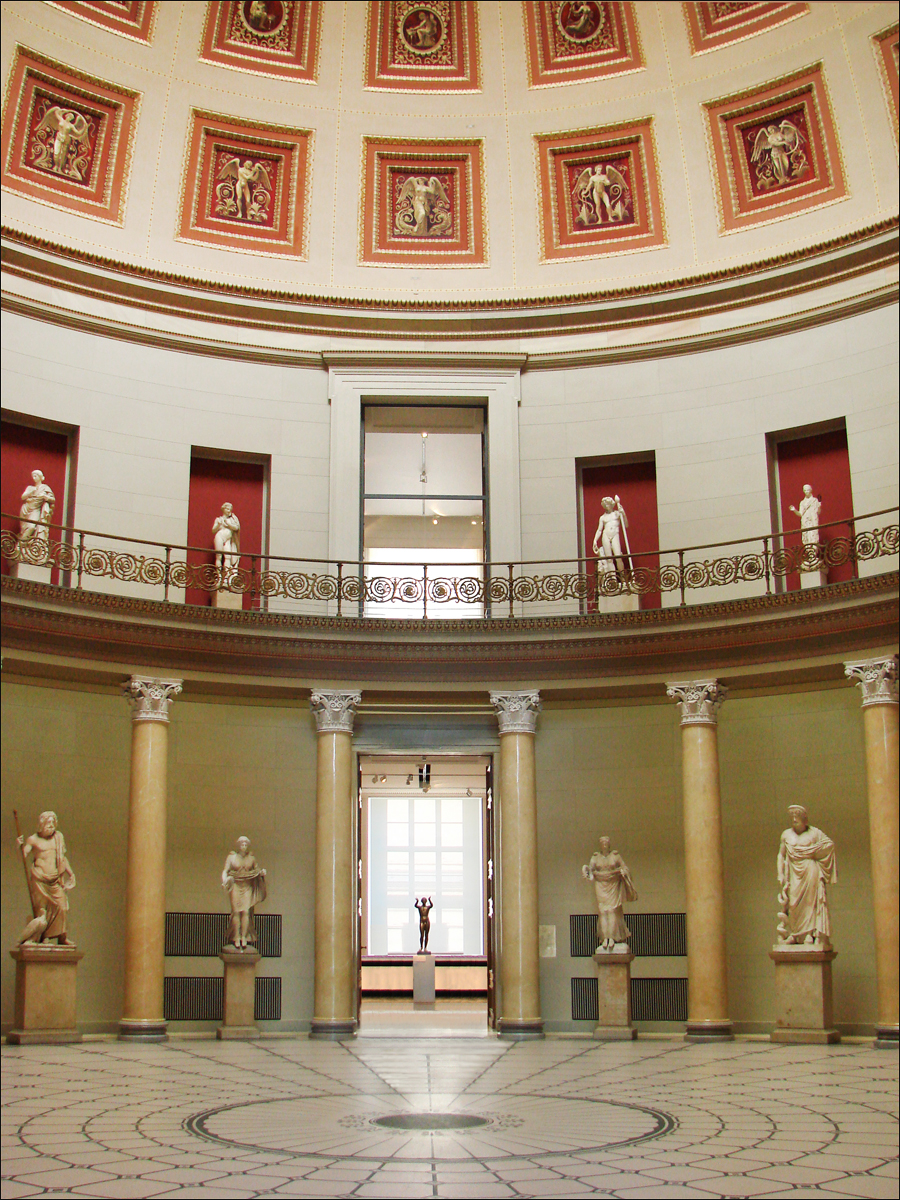
Ротонда
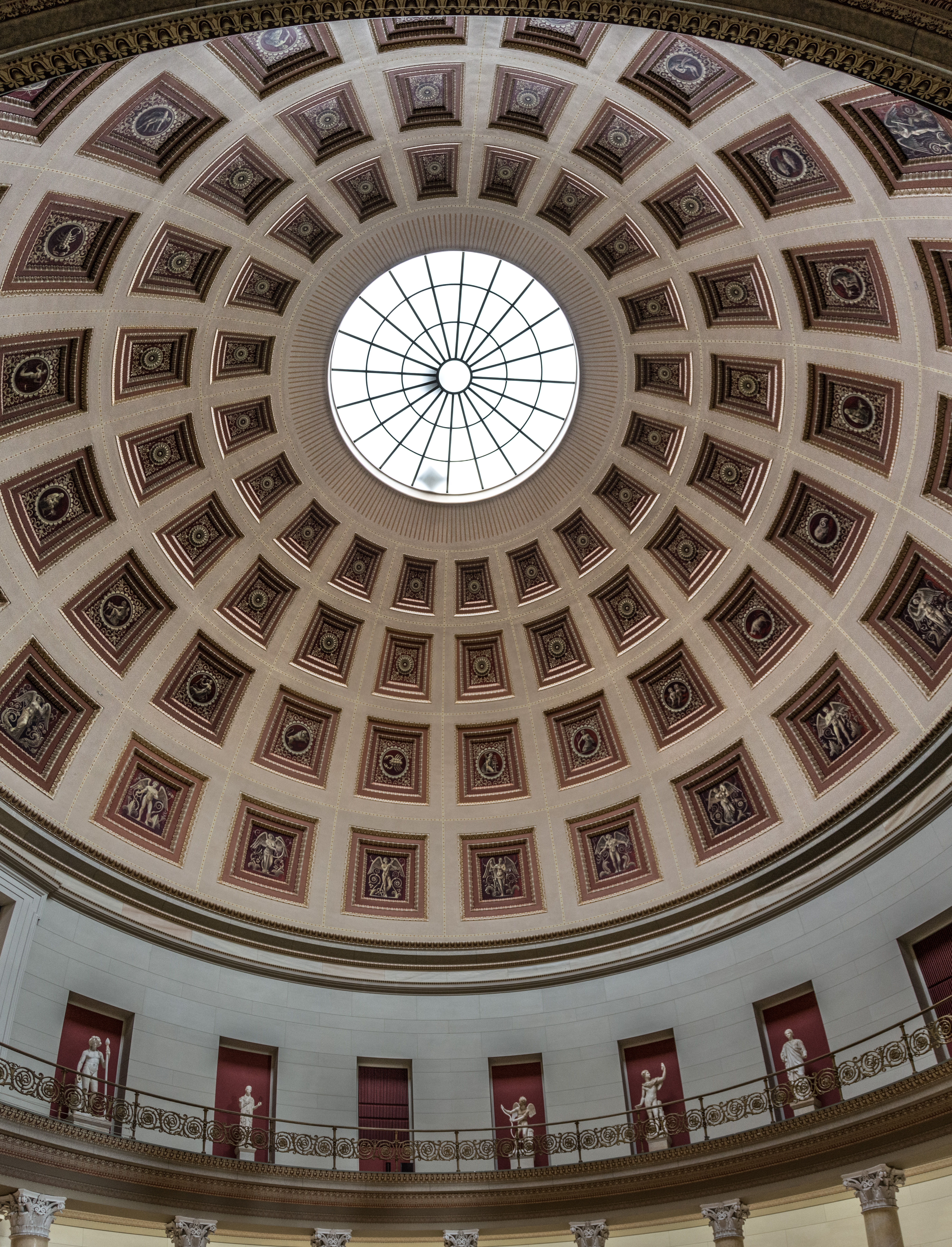
Купол ротонды
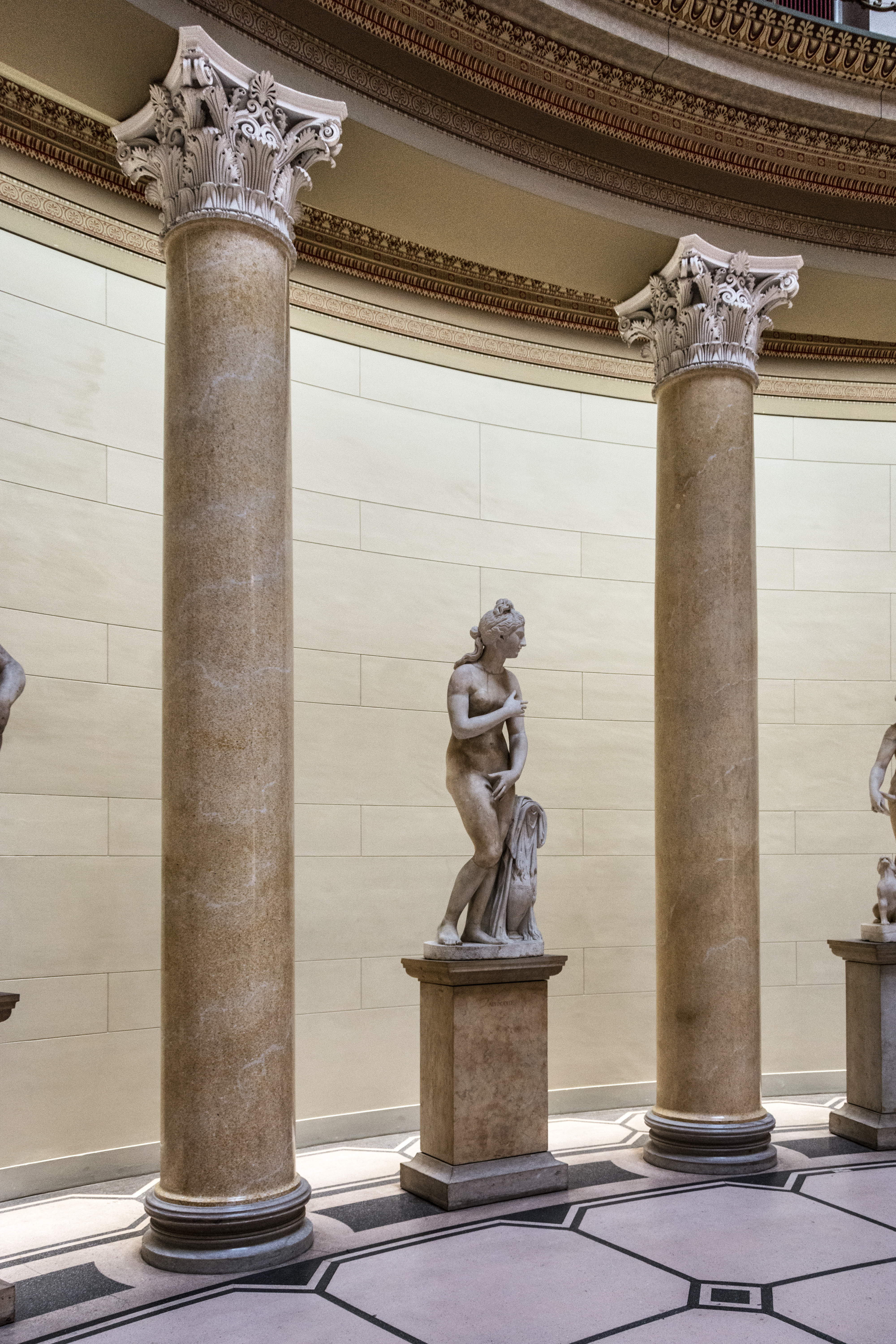
Ротонда. Деталь
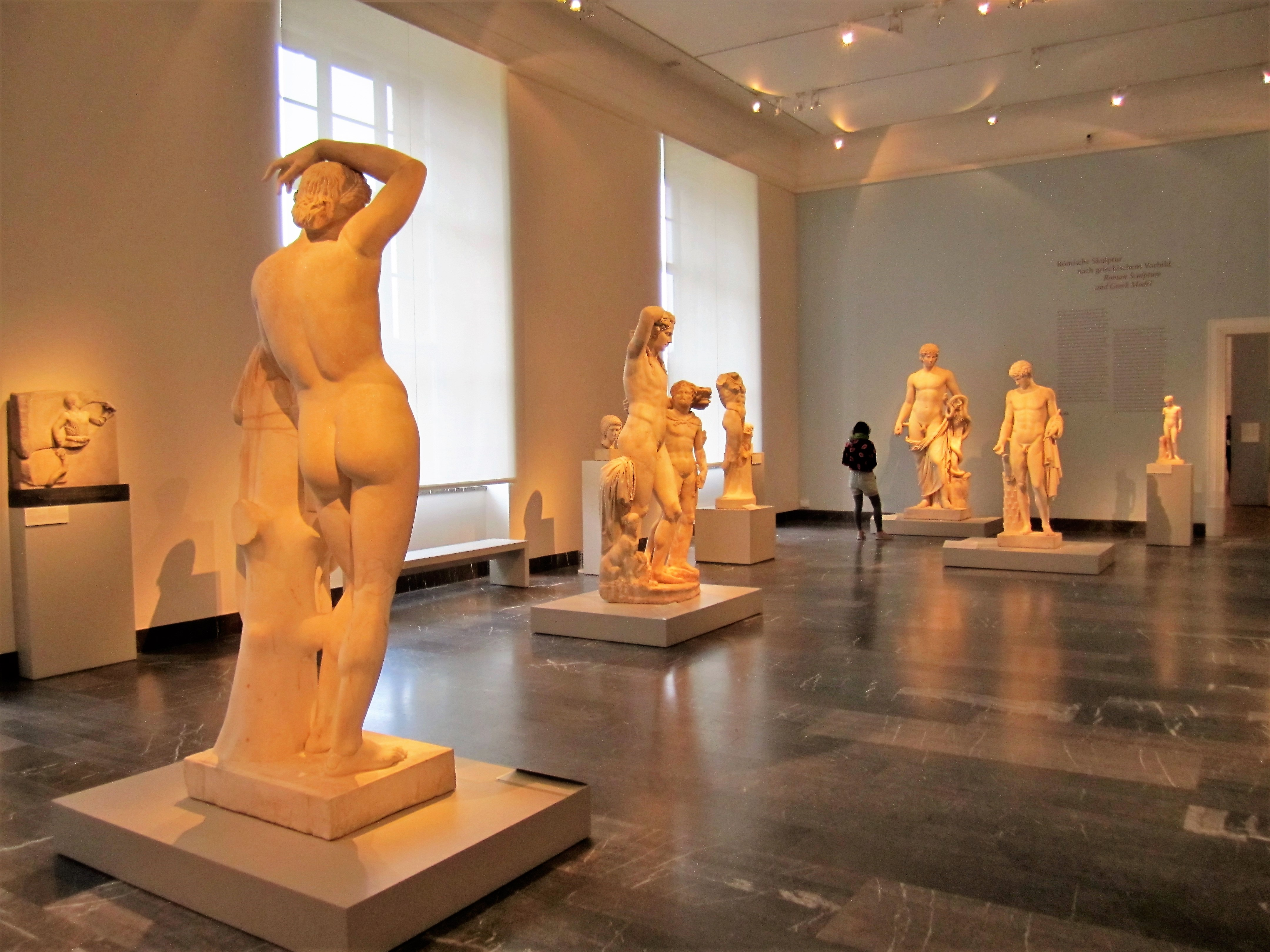
Экспозиция античной скульптуры

Двухэтажное здание, стоящее на высоком подиуме, с плоской крышей, вытянутое по горизонтали, имеет длину 87 метров и ширину 55 метров. Главный фасад оформлен портиком с восемнадцатью каннелированными ионическими колоннами по подобию древнегреческой Стои в Афинах. Углы здания формируют массивные пилоны.
Здание возвышается над прилегающей территорией, что придает ему внушительный вид. Возвышение помогало уберечь здание музея от наводнений, случавшихся на острове. Русло реки Шпрее, омывающей Музейный остров, было изменено архитектором для увеличения пространства при строительстве музея. Была проведена необходимая перестройка дорог, мостов и каналов. На фризе главного фасада помещена латинская надпись крупными золочёными литерами: FRIDERICVS GVILHELMVS III. STVDIO ANTIQVITATIS OMNIGENAE ET ARTIVM LIBERALIVM MVSEVM CONSTITVIT MDCCCXXVIII (Фридрих Вильгельм III основал этот музей для изучения древностей и всех видов свободных искусств в 1828 году). Наверху, на аттике помещены скульптурные группы Диоскуров (Укротителей коней), подобных скульптурам Квиринальской площади в Риме (работа Фридриха Тика, 1828; на противоположной стороне здания установлены группы пегасов). Вместо греческих антефиксов вдоль карниза укреплены прусские геральдические орлы, выглядящие несколько зловеще, но хорошо отражающие основную идею стиля прусского эллинизма.
Перед зданием музея в установлена гранитная чаша, высеченная из гранита в 1831 году Кристианом Готлибом Кантианом. Её диаметр 6,91 метра.
Внутри здания устроена большая ротонда с купольным покрытием по образцу римского Пантеона. Она подчёркивает назначение здания как храма искусства. Выставочные залы сгруппированы вокруг двух внутренних двориков и ротонды в центре. Ротонда высотой 23 метра охватывает два этажа и отмечает геометрический центр всей постройки. Она имеет кольцо галереи верхнего яруса, поддерживаемое двадцатью мраморными колоннами коринфского ордера. Перекрытия портика, купола ротонды и главной лестницы оформлены кессонами на греческий манер.
По кругу расставлены античные статуи (на верхней галерее в нишах). Некоторые статуи музея размещены между колоннами и в нишах второго яруса ротонды. Всё вместе создаёт атмосферу оживающей античности. В центре ротонды предполагали поставить гранитную чашу Кристиана Готлиба Кантиана, но она оказалась слишком большой и её установили снаружи перед входом в музей.
Концепция Шинкеля предусматривала установку больших конных скульптурных групп по сторонам наружной лестницы. Скульптура «Сражающаяся амазонка» (Kämpfende Amazone), пытающаяся отразить атаку пантеры копьем, работы Августа Кисса, завершённая в 1842 году, была помещена на левой стороне внешней лестницы. Скульптура «Львоборец» (Löwenkämpfer) работы Альберта Вольфа по проекту Кристиана Даниэля Рауха с правой стороны лестницы (1861) изображает всадника на вздыбленном коне, который собирается пронзить копьем лежащего на земле льва.

## Шедевры музея

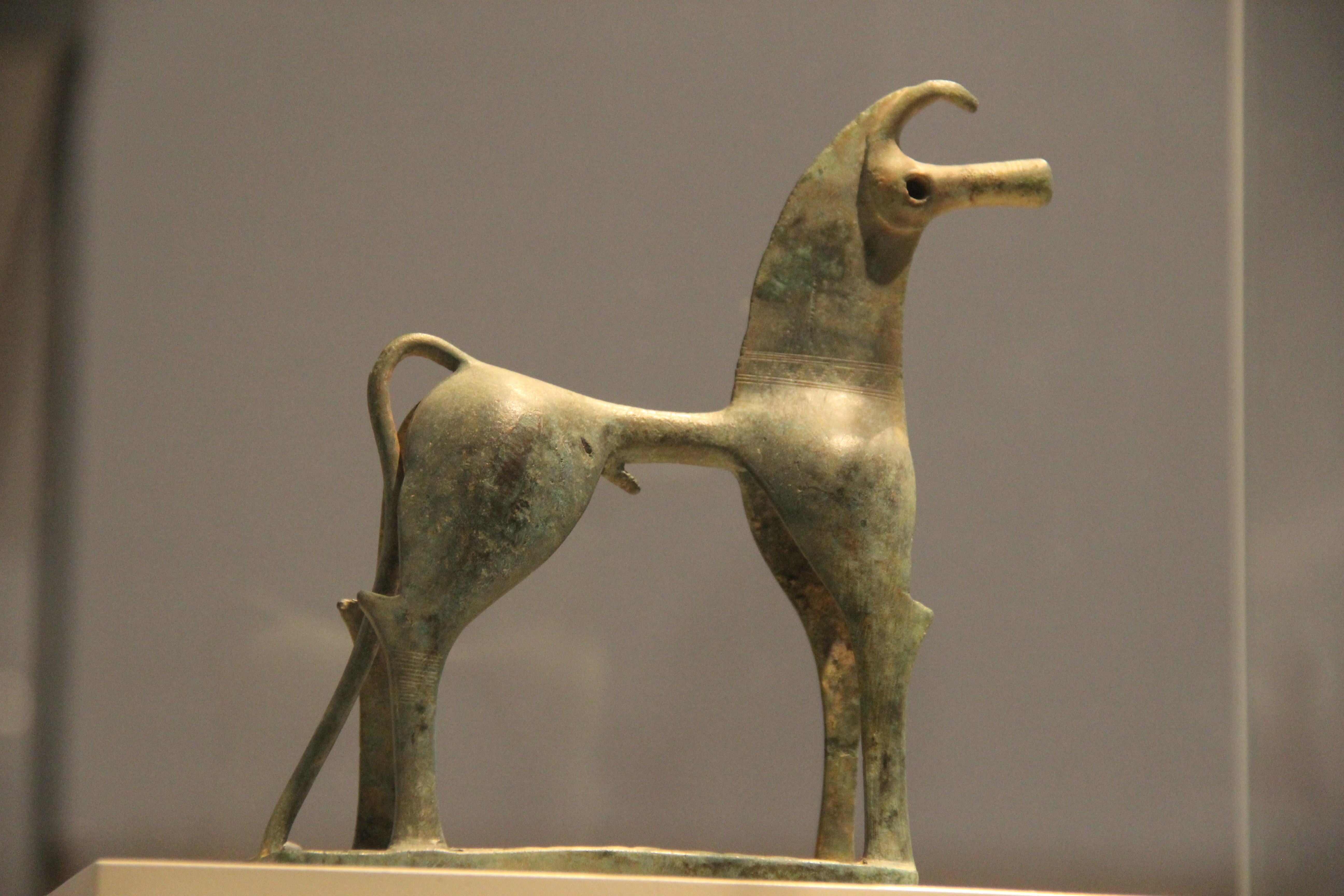
Статуэтка из Олимпии. Ок. 730 г. до н. э. Бронза
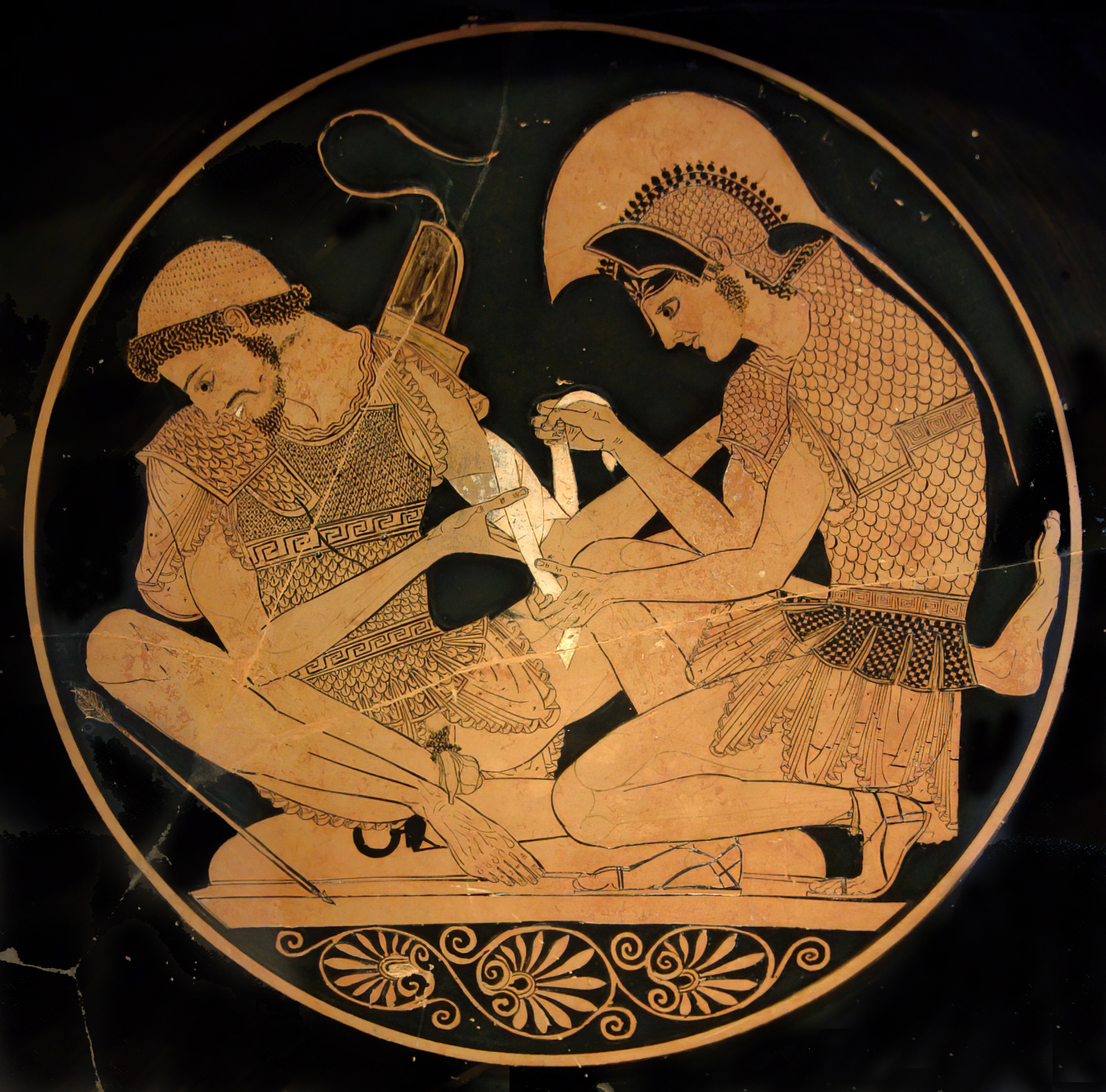
Ахилл, перевязывающий Патрокла. Гончар Сосий. Роспись аттического краснофигурного килика из Вульчи. Ок. 500 г. до н. э.
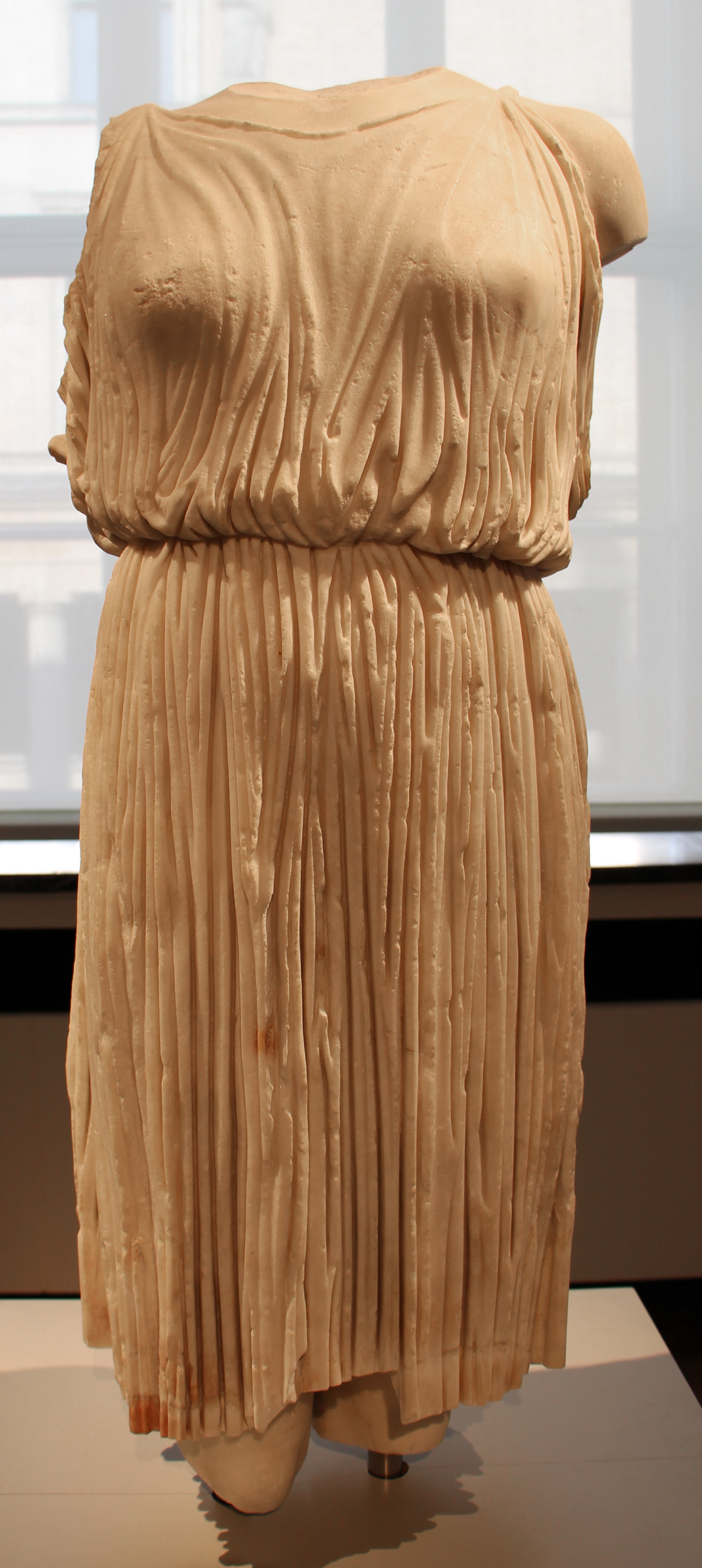
Торс танцовщицы. Римская реплика с греческого оригинала. Ок. 475-450 гг. до н. э. Мрамор
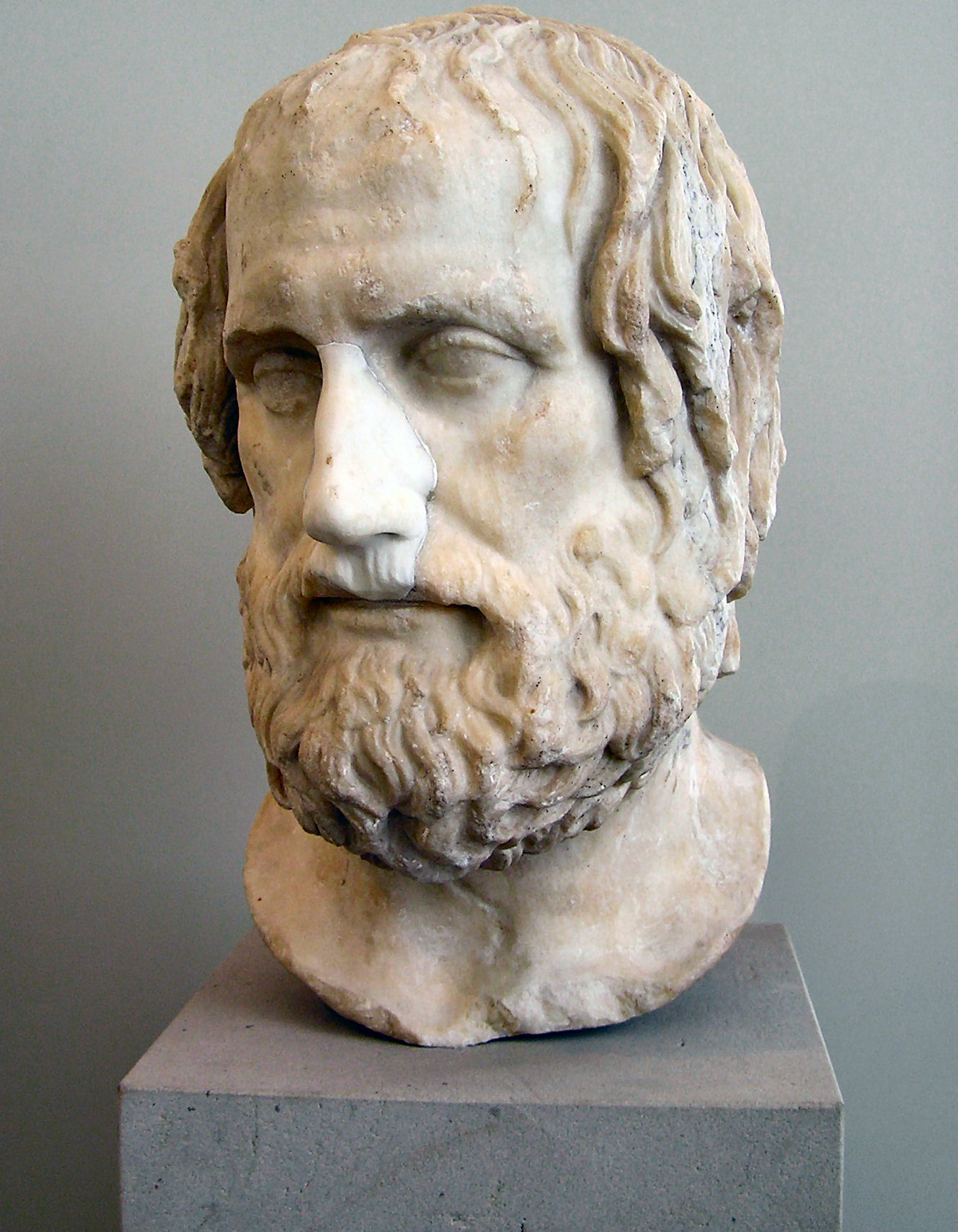
Эврипид. Римская копия греческого оригинала ок. 300 г. до н. э. Мрамор
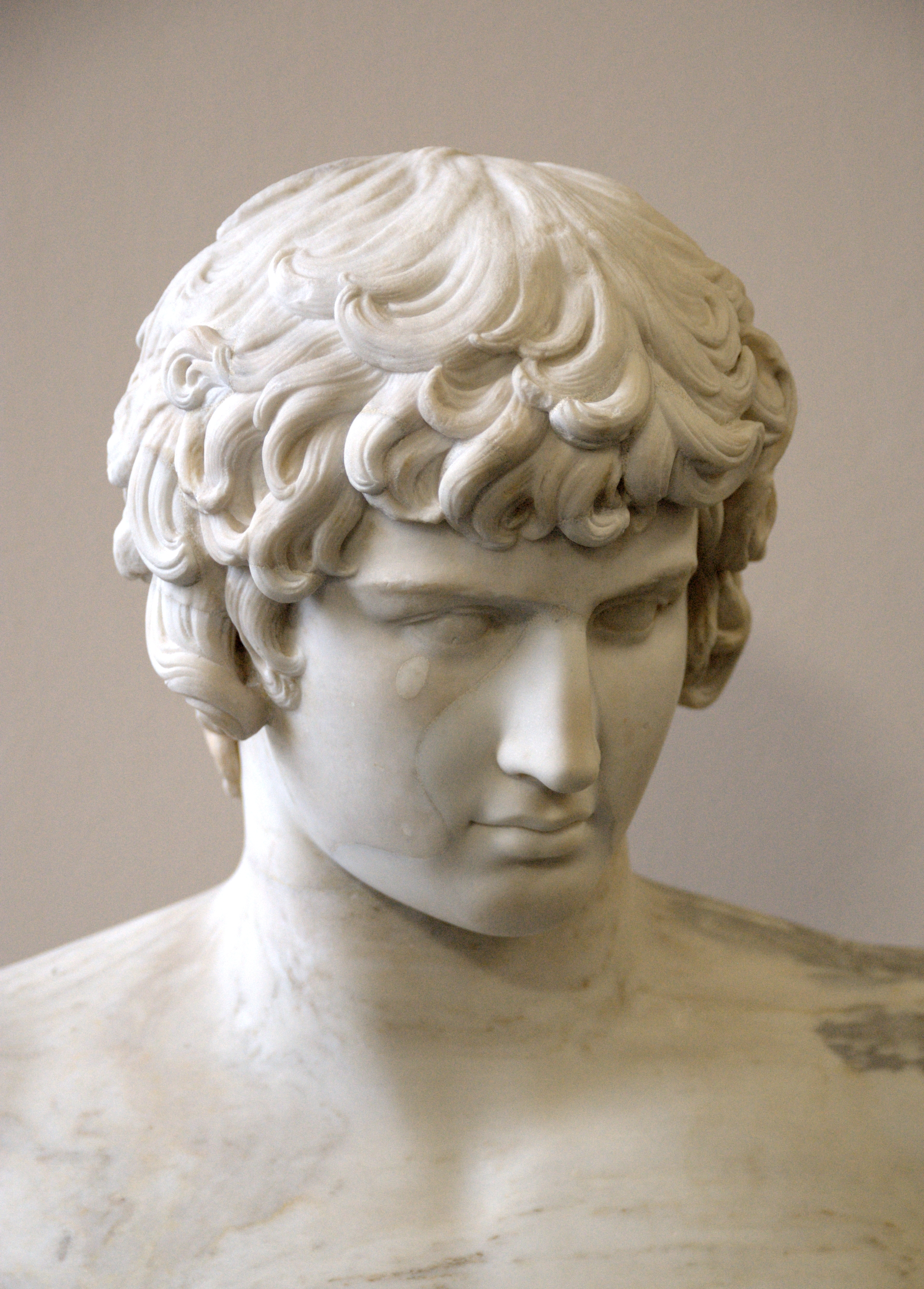
Бюст Антиноя. 130–140 гг. н. э. Мрамор
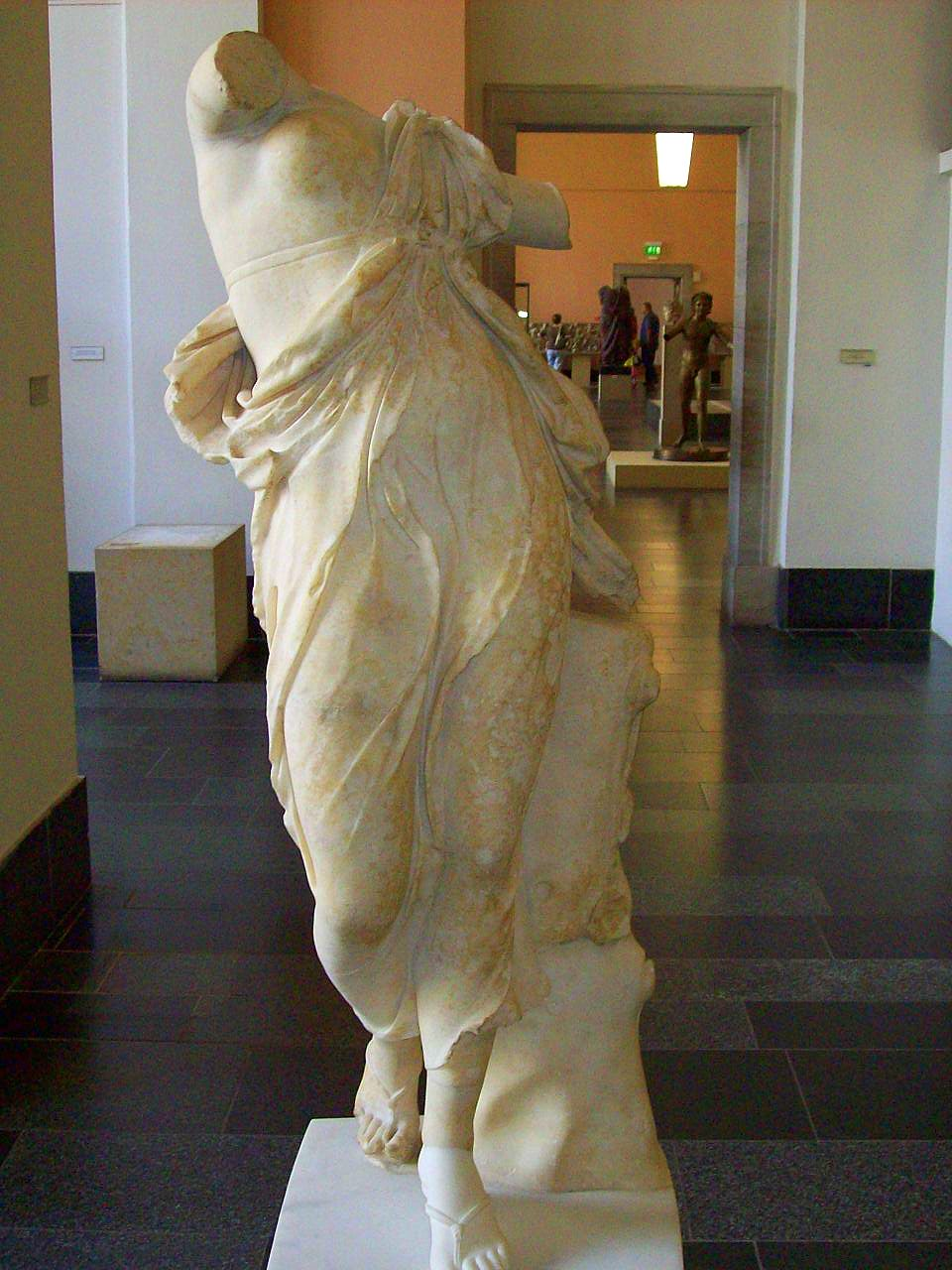
Tанцующая менада. II в. до н. э. Мрамор
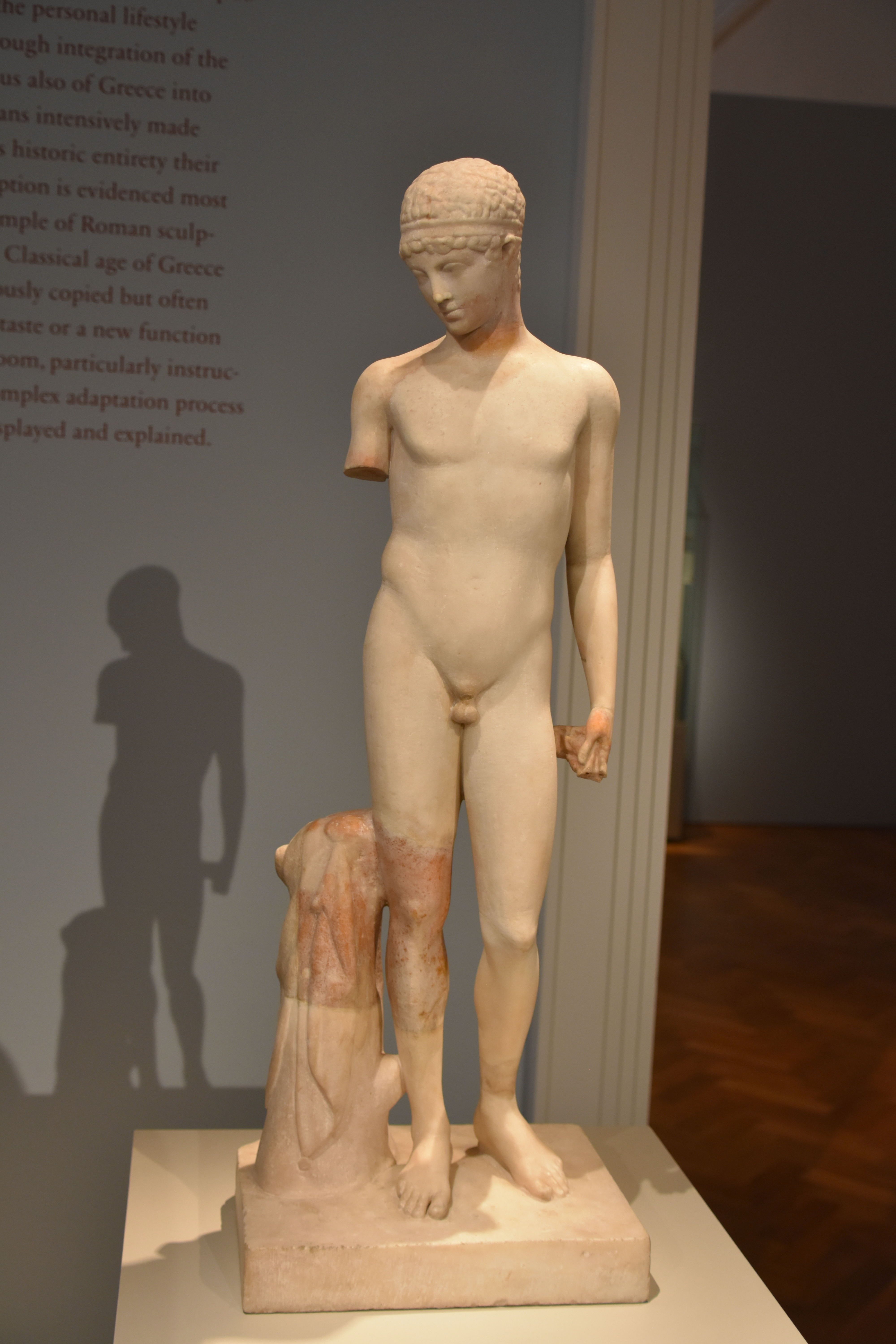
Статуэтка мальчика. Римская копия II в. н. э. древнегреческого оригинала. Мрамор
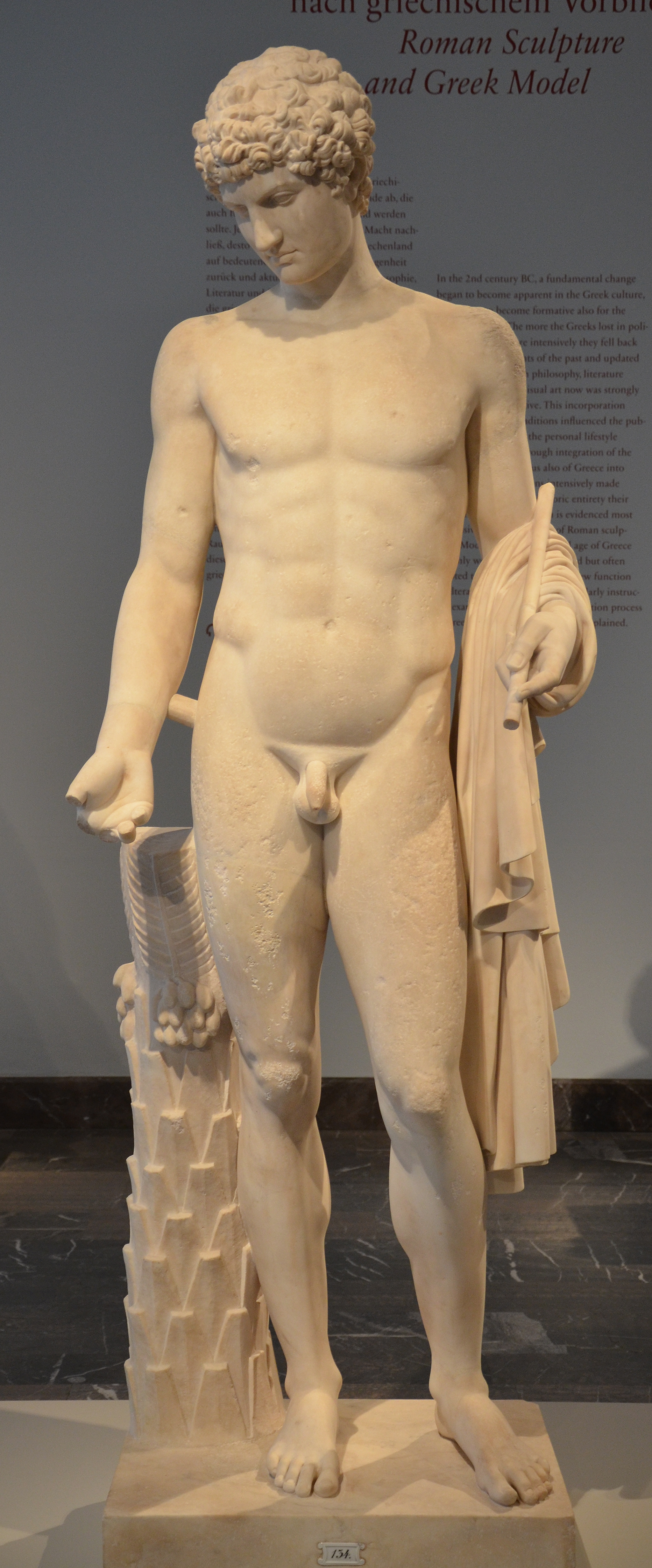
Так называемый Аполлон Омфалос
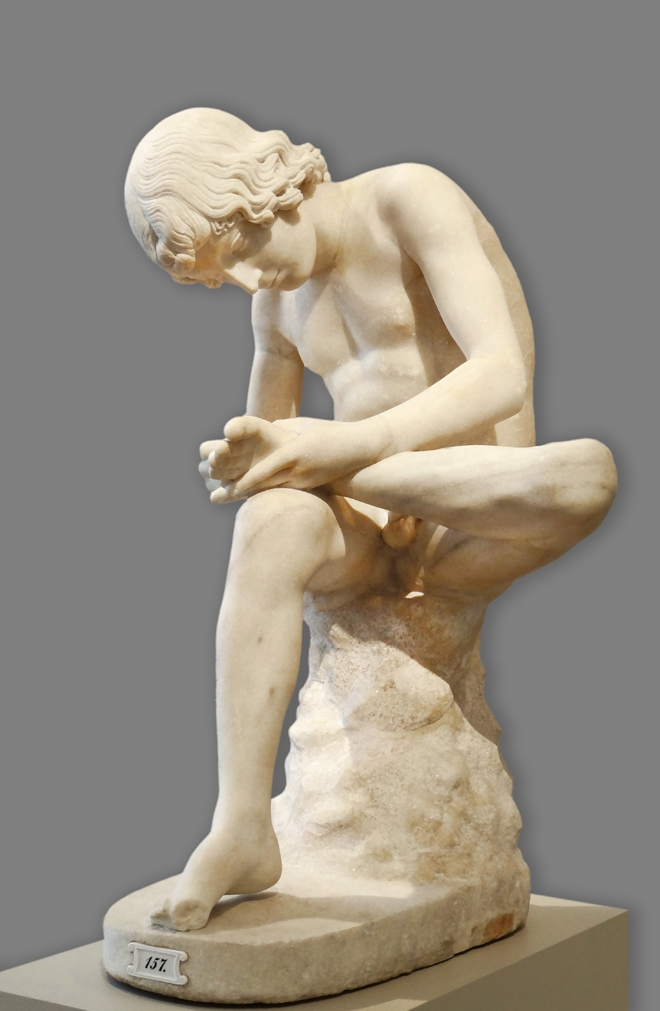
Спинарио. Мальчик, вынимающий занозу. Мраморная реплика древнегреческого бронзового оригинала III в. до н. э.
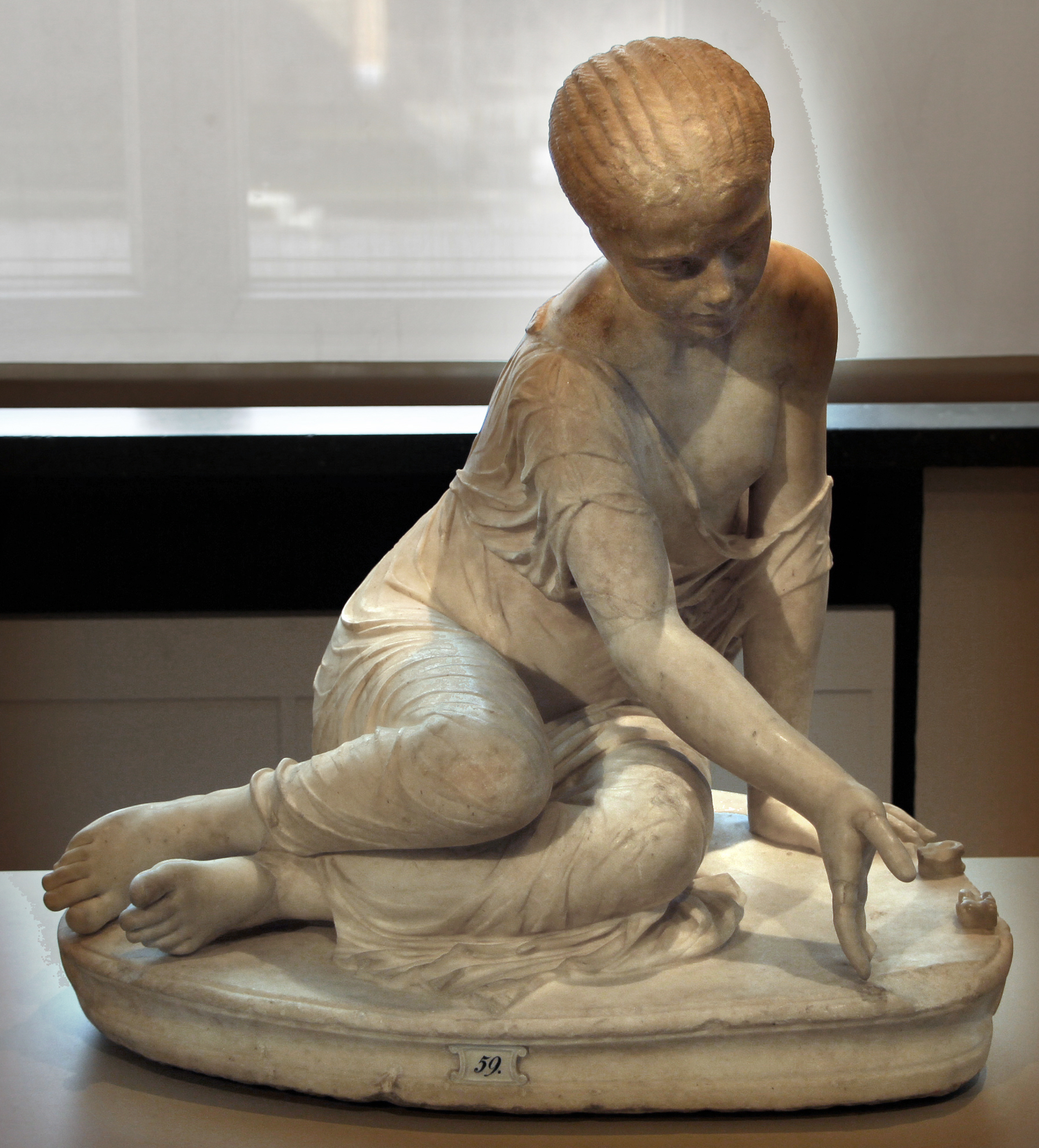
Девочка, играющая в кости. Ок. 150 г. н. э. Мрамор
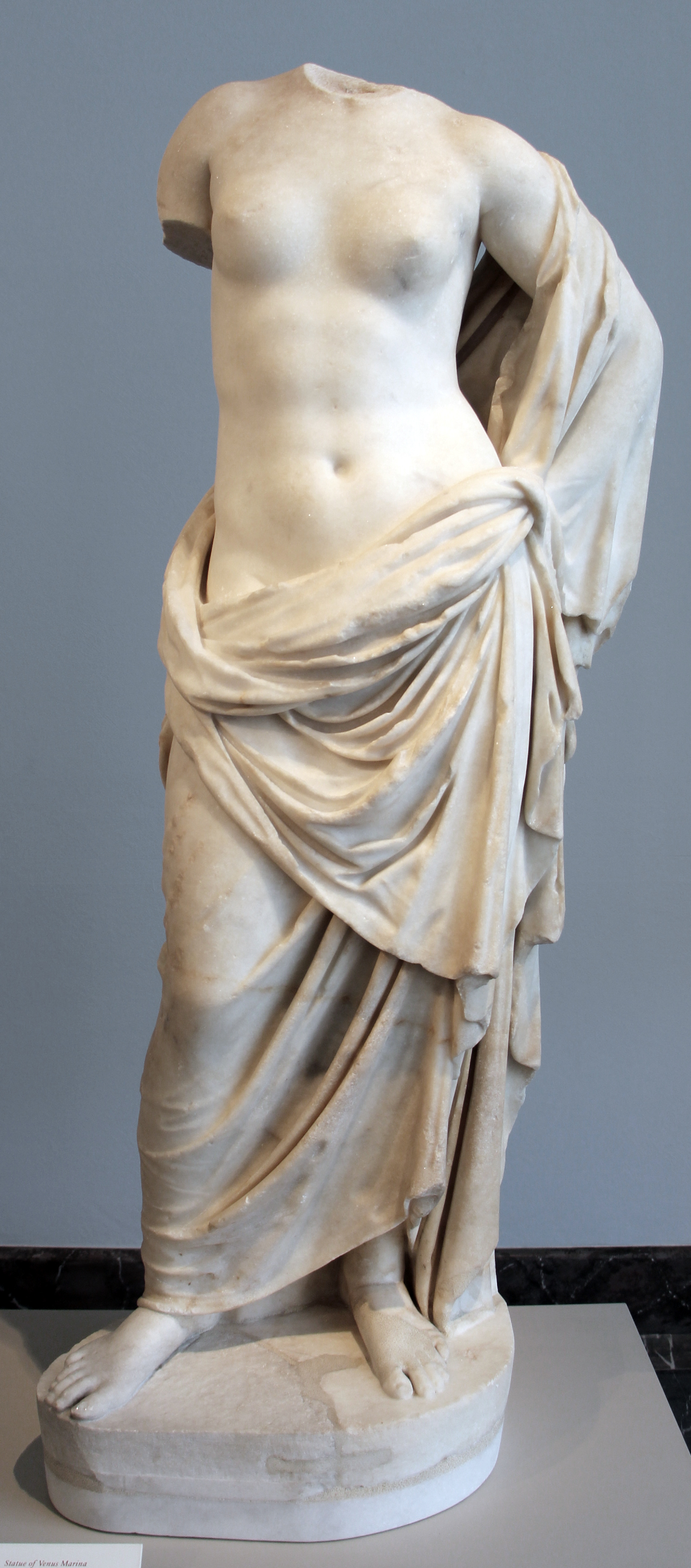
Венера Морская. Римская копия I в. н. э. с греческого оригинала III в. до н. э.
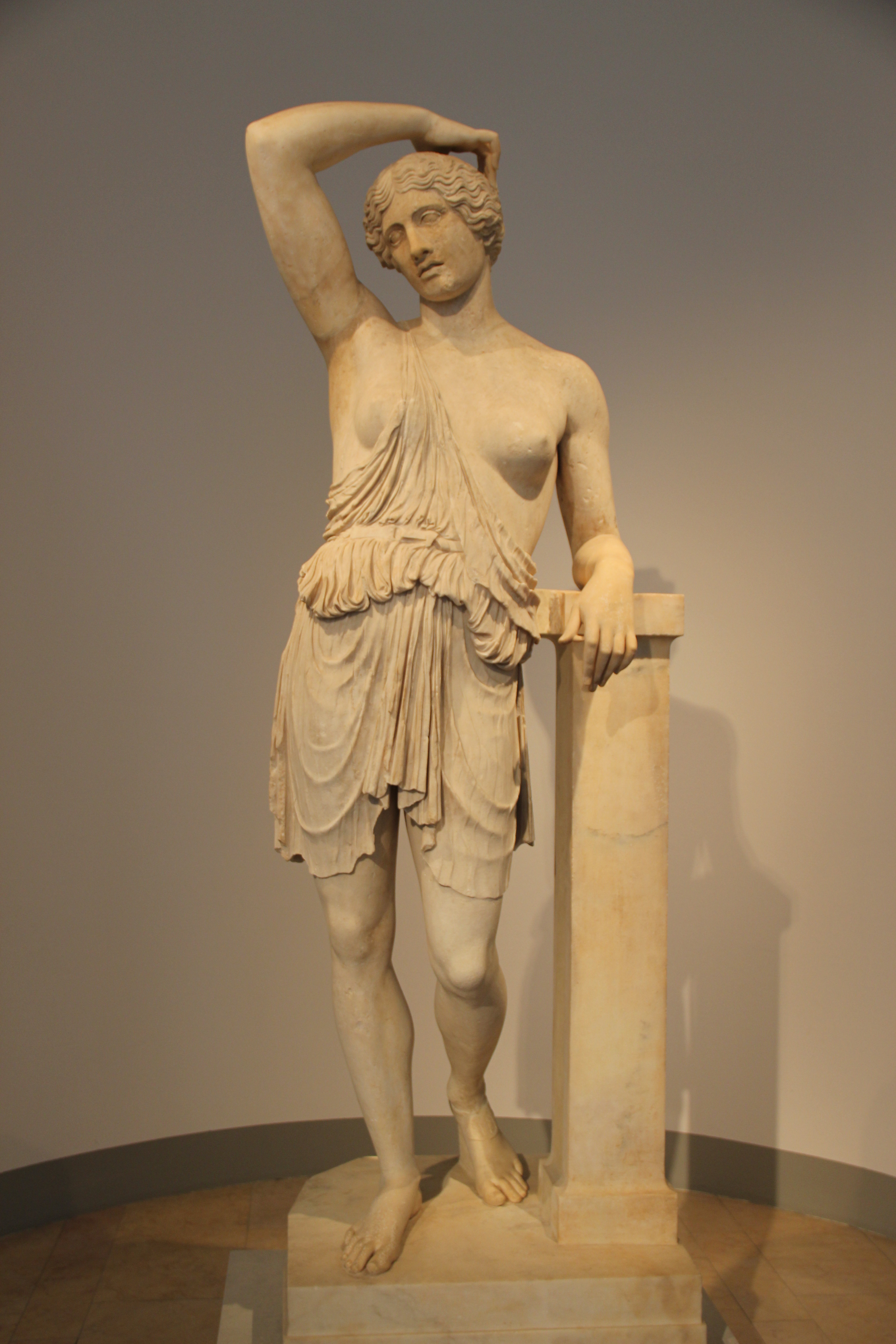
Статуя раненой амазонки («Амазонка Скьярра»). Римская мраморная реплика древнегреческого бронзового оригинала, согласно одной из версий, скульптора Поликлета Старшего из Аргоса. Ок. 430 г. до н. э. Мрамор